# Litoscalpellum fissicarinatum
Litoscalpellum fissicarinatum är en kräftdjursart som beskrevs av Newman och Ross 1971. Litoscalpellum fissicarinatum ingår i släktet Litoscalpellum och familjen Scalpellidae. Inga underarter finns listade i Catalogue of Life.